# Прапор Землі
Ідея створення Прапора Землі — прапора, що представляє нашу планету в цілому, дотепер не отримала підтримки на рівні урядів національних держав і міжнародних організацій. Однак низка громадських діячів, діячів культури та мистецтва пропонували різні варіанти зображень такого прапора, деякі з цих пропозицій наведено нижче.

## Пропозиція Джона Макконнела

Первісна версія дизайну Прапора Землі Джона Макконнела
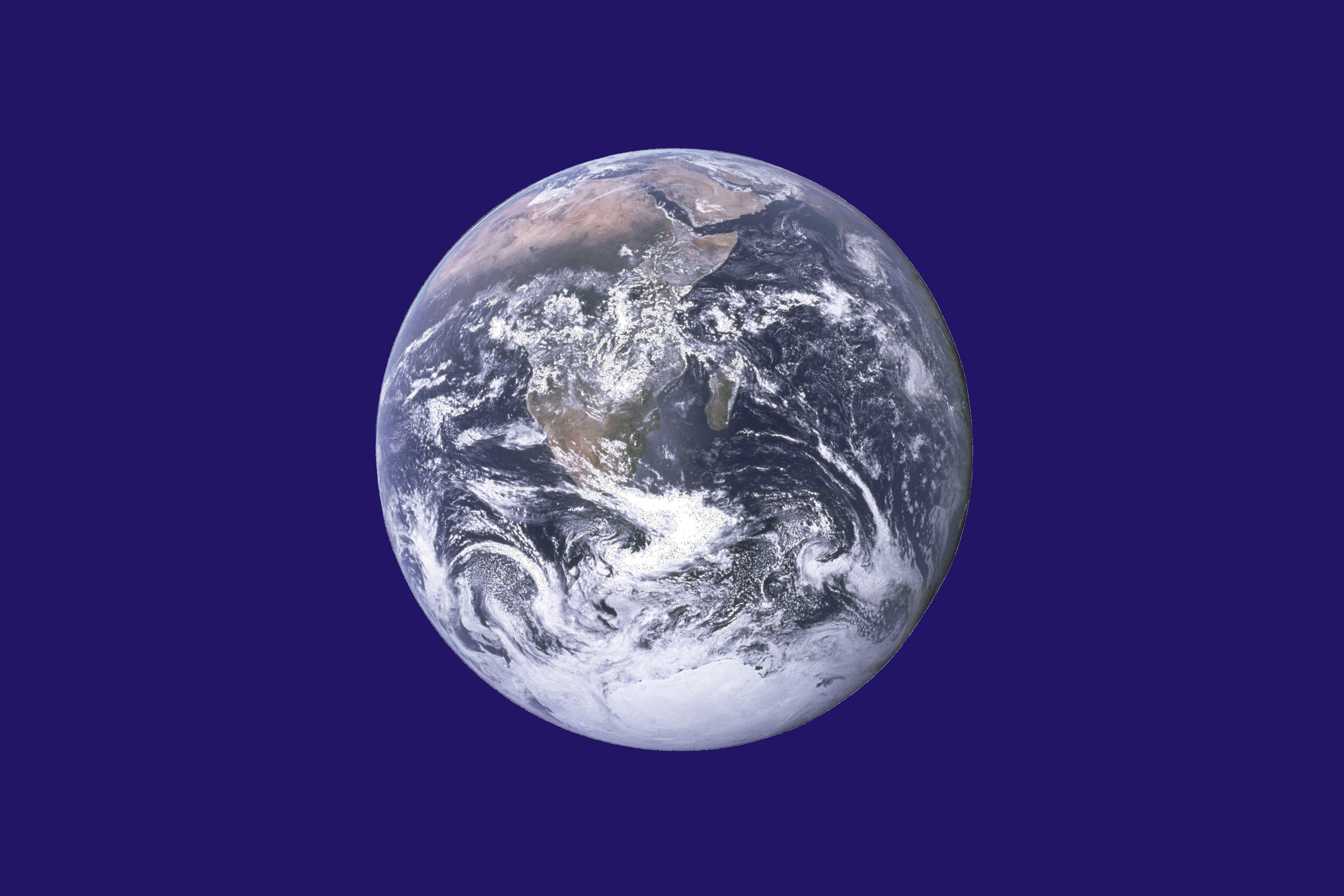
Остання версія Прапора Землі, яку запропонував Джон Макконнел

Перша версія дизайну Прапора Землі, яку розробив американський громадський діяч Джон Макконел 1969 року, була знаменитою фотографією Землі з космосу, знаною як The Blue Marble, на синьому фоні. Першу версію дизайну Макконнела використовували для трафаретного друку з використанням різних кольорів. Макконнел представив свій прапор в ООН для розгляду як символ планети Земля.
Через політичні погляди його творця прапор пов’язували з енвайронменталізмом та святкуванням Дня Землі. Проєкт дизайну прапора запропонували для продажу журналу Whole Earth Catalog. Це єдиний варіант прапора, який нині схвалений Макконнелом.
Оскільки фотографія The Blue Marble перейшла в суспільне надбання, це призвело до анулювання товарного знаку та авторського права, спочатку привласнених прапору Дня Землі через компанію World Equity, Inc. Це не скасовує офіційну історію прапора Макконнела, але анулює виданий на нього патент.

## Пропозиція Джеймса Кедла

Дизайн Прапора Землі Д. Кедла
Другий варіант дизайну Прапора Землі Д. Кедла
Третій варіант дизайну Прапора Землі Д. Кедла

1970 року Джеймс Кедл, фермер із Іллінойсу, США, запропонував другу версію Прапора Землі, що являла собою блакитне коло в центрі (символ Землі), сегмент великого жовтого кола (символ Сонця) і маленький білий круг (символ Місяця), розміщені на чорному тлі. Ця версія Прапора Землі завоювала велику популярність серед учасників програми пошуку позаземних цивілізацій SETI. Прапор Кедла був вивішений на радіообсерваторії Університету штату Огайо та був приспущений на знак жалоби, коли помер професор Карл Саган, один із організаторів програми SETI. Прапор Землі дизайну Кедла став суспільним надбанням 2003 року.
YouTube використовує невелике зображення цього прапора для користувачів, чиє місце розташування не може визначити.

## Міжнародний прапор миру Джеймса Вільяма ван Кірка

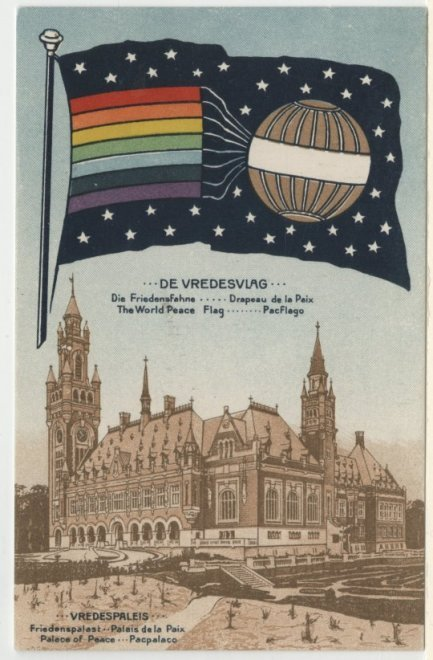
Дизайн ван Кірка

Джеймс Вільям ван Кірк, міністр із Янгстауна (штат Огайо, США), розробив свій дизайн прапора миру і з цим прапором двічі провів марші миру через Європу. Світовий Конгрес Миру прийняв цей дизайн прапора як міжнародний прапор світу.

## Прапор Організації Об'єднаних Націй

Прапор ООН

Прапор Організації Об'єднаних Націй, затверджений 7 грудня 1946 року, являє собою зображення офіційної емблеми Організації Об'єднаних Націй, розташованої в центрі полотнища блакитного кольору — кольору ООН. Ця емблема білого кольору зображена на обох сторонах полотнища. Прапор ООН використовували для демонстрації єдності світової спільноти, хоча технічно він представляє тільки саму ООН. Широка популярність зображення цього прапора робить його досить представницьким для вираження інтересів планети в цілому. При цьому, хоча прапор ООН може вільно виставлятися для демонстрації підтримки Організації Об'єднаних Націй та її роботи, використання емблеми ООН, її назви або ініціалів у комерційних цілях обмежується положеннями резолюції 92 (I) Генеральної Асамблеї, прийнятої 1946 року. У цій резолюції Асамблея ухвалила, що для запобігання зловживання використанням печатки та емблеми Організації Об'єднаних Націй, вони не можуть використовуватися без дозволу Генерального секретаря ООН.

## Пропозиція Пола Керолла

Дизайн П. Керолла (версія 2006 року)

1988 року Пол Керролл запропонував варіант прапора, названий ним World Flag, що символізує глобалізацію сучасного світу. Прапор Пола Керолла являє собою прямокутне полотно, в центрі якого розташована карта світу, оточена прапорами 216 країн і територій, а також прапором ООН.

## Пропозиція Енн Ренхеде

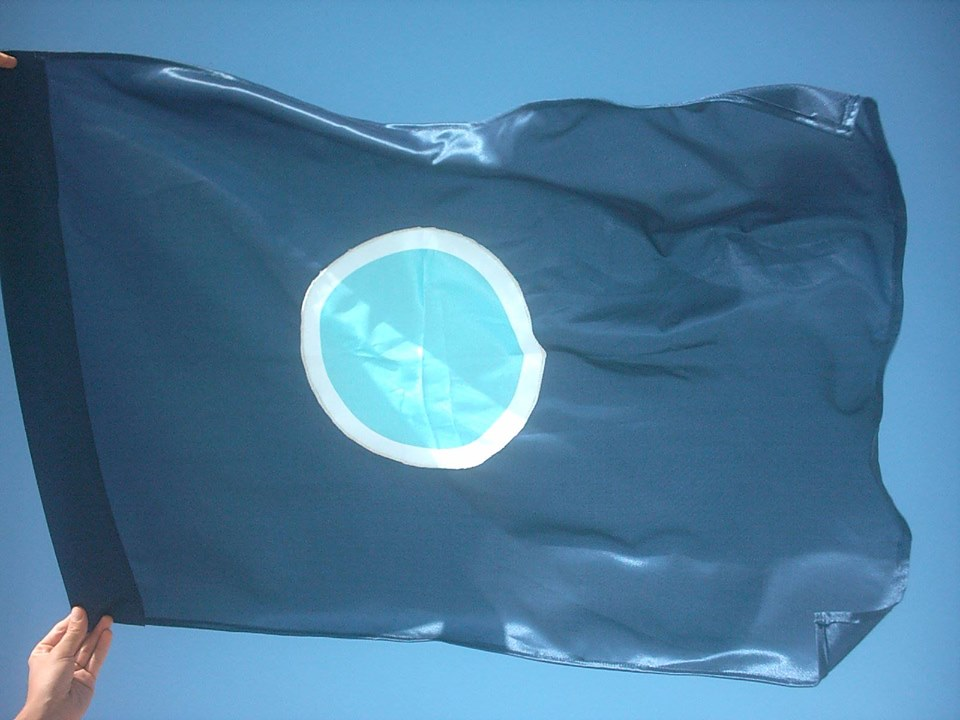
Дизайн Е. Ренхеде

Ще один варіант «Всесвітнього прапора» (World Flag) запропонувала Енн Кірстайн Ренхеде приблизно 2000 року. Прапор зображає синє полотнище, в центрі якого — блакитне коло, оточене навколишнім його білим кільцем, що символізує Землю;  прапор символізує ідею миру та співіснування. Простота дизайну прапора мала на меті зручність його виготовлення для всіх охочих.

## Пропозиція Оскара Пернефельда

Дизайн О. Пернефельда

У травні 2015 року шведський художник Оскар Пернефельдт запропонував дизайн прапора планети Земля, в рамках проєкту «Інтернаціональний прапор планети Земля» (англ. The International Flag of the Planet Earth). За задумом Пернефельда, цей прапор мав використовуватися в майбутніх космічних експедиціях (зокрема, у пілотованому польоті на Марс) і призначений для виконання двох основних цілей:
- представлення планети Земля в космосі;
- нагадування людям Землі, що ми всі ділимо цю планету, незалежно від національних кордонів, і повинні піклуватися один про одного і про планету, на якій живемо.

Символічне пояснення: сім кілець у центрі прапора утворюють квітку — символ життя на Землі. Кільця з'єднані один із одним, що вказує на те, що все на нашій планеті прямо або побічно пов'язані між собою. Синій фон означає воду, яка має важливе значення для життя, та океани, які покривають більшу частину поверхні нашої планети. Зовнішні кільця квітки утворюють коло, яке можна розглядати як символ Землі як планети, а синій фон може являти собою Всесвіт.